# Francesco Fabri
Francesco Fabri (Corinaldo, ... – ...; fl. XVI secolo) è stato un tipografo italiano dello Stato Pontificio.

## Biografia
Originario della Marca anconitana fu tra i primi stampatori del Regno di Napoli. Produsse numerosi manoscritti con il sistema a caratteri mobili  lavorando inizialmente con Ioanne Sultzbach, maestro tipografo tedesco, e lavorò per dei mecenati a Salerno (1544-1545), Nusco (1545), Sarno (1548),  e Napoli (1550). A Campagna (1545-1547), invitato da Marco Fileta Filiuli e Giovanni Antonio De Nigris, lavorò nella prima tipografia del Principato citeriore, ubicata in un locale del monastero di San Filippo e San Giacomo.

## Opere stampate
- Salerno
  - Paolo Grisignano: De pulsibus et urinis libellum, etc. - (Salerno 1544)[1].
  - Paolo Grisignano: Pauli Grisignani de Salerno ar. et me. doctoris clarissimi In Aphorismis Hippocratis expositio foeliciter incipit. - (Salerno 1544)[1].
  - Paolo Grisignano Pauli Grisignani de Salerno ar. et me. doctoris clarissimi Super prima fen canonis Auicennae foeliciter incipit. - (Salerno 1544)[1].
  - Giovanni Bolognetti Perutilia comentaria super secunda parte Digesti veteris d. Ioannis Bolognetti jureconsulti Bononiensis. - (Salerno 1545).
- Nusco
  - Giovanni Bolognetti Preclara comentaria super secunda parte codicis domini Ioannis Bolognetti iuriconsulti Bono. - (Nusco 1545).
- Campagna
  - Giovanni Antonio De Nigris: Capitula regni vna cum lectura insignis domini Sebastiani de Neapoli ac cum utilissimis & necessariis supplectionibus excellentissimi vtriusque iuris doctoris domini Ioannis Antonii De Nigris de Ciuit - 1546 (Campagna 1546).
  - Giovanni Antonio De Nigris: Clementis papae septimi, extrauagans constitutio contra clericos non incedentes in habitu & tonsura una cum mirifico apparatu excellentissimi domini Ioannis Antonii De Nigris de ciuitate Campanie iuri - 1545 (Campagna 1545).
  - Giulio Ferretti: Repertorium mirifici apparatus. Domini Iulii Ferrecti Rauennatis i.v.d. equitis & comitis Lateranensis sacri palatii super tractatu de gabell. publ. mune. & one. - (Campagna 1546).
  - Giulio Ferretti: Iulii Ferretti Rauennatis i.v.d. equitis & comitis Lateranensis palatii, Liber de iusto & iniusto bello. - 1547 (Campagna 1547).
  - Giulio Ferretti: Questiones et decisiones vtiles et quotidiane in materia vectigalium, & gabellarum, tam in terra quam in mari impositarum, recollecte per magnificum & excellentem v.i. doctorem dominum Iulium Ferrect - (Campagna 1547).
  - Marco Fileta Filiuli M. Philetu Iesualdu kampanu ekatosys ton epistholon: videlicet m. Phileti Filioli Iesualdi Epistolicorum commentariorum et familiarium quaestionum valde vtilium libri tres centum epistolas suo ordine (Campagna 1545).
  - Luigi Tronolo De officio eius, cui mandata est jurisdictio. - (Campagna 1545).
  - Giulio Ferretti Repertorium mirifici apparatus: domini Iulii Ferrecti Rauennatis i.v.d. equitis & comitis Lateranensis sacri palatii super tractatu de gabell. publ. mune. & one. - (Campagna 1547).
  - Berlingiero Bernalla De bonor. posses. tab. - (Campagna 1545).
  - Giovanni Bolognetti Preclara commentaria super prima parte Codicis, domini Joannis Bolognetti, jurisconsulti Bononiensis. - (Campagna 1546).
  - Giovanni Bolognetti Preclara commentaria super prima parte Digesti veteris d. Ioannis Bolognetti iurisconsulti Bononiensis. - (Campagna 1546).
- Sarno
  - Benedetto Di Falco: Multa vocabula barbara a Latinae linguae uero ac Germano usu remota atque alia studiosis iuuenibus per necessaria ad institutiones grammaticas pertinentia. Per Benedictum de Falco Neapolitanum dudum r - (Sarno 1548).
- Napoli
  - Regno di Napoli: Gran Corte della Vicaria Ritus Magnae Curiae Vicariae regni Neapolis cum expositionibus eximij i.v.d. domini Anibalis Troysij, ciuis Cauensis: per quam vtilibus ac necessarijs, maxime in tribunalibus quibus accedunt apendices - (Napoli 1550).